# Franny Armstrong
Pour les articles homonymes, voir Armstrong.
Franny Armstrong (née le 3 février 1972,) est une cinéaste, professeure et musicienne britannique. Ancienne percussionniste du groupe The Band of Holy Joy (en), elle enseigne le cinéma à l'université de Wolverhampton.
Fondatrice de Spanner Films (en), Armstrong est une pionnière dans l'utilisation du financement participatif pour la production de films indépendants, ainsi que dans le développement de l'Indie Screenings (en), une forme de distribution de films. Ses œuvres les plus connues sont L'Âge de la stupidité, McLibel (en) et Drowned Out (en). Elle a également fondé le projet 10:10 en septembre 2009. En 2011, elle est intégrée au Top 100 Women du Guardian. Elle est la fille de Peter William Armstrong (en).

## Biographie
Le 2 novembre 2009, menacée dans les rues de Londres, Armstrong demande de l'aide et est sauvée par le maire de la ville Boris Johnson, qui faisait du vélo au même endroit,.

## Filmographie
- McLibel, 1997 (50 min, TV) / 2005 (85 min)
- Drowned Out, 2002 (87 min)
- Baked Alaska, 2002 (26 min)[9]
- L'Âge de la stupidité, 2009 (89 min)
- Pie Net Zero, 2020 (14 min)[10]